# Elecciones generales de San Martín de 1987
Elecciones generales tuvieron lugar en Sint Maarten el 22 de mayo de 1987. Los escaños del Consejo de la Isla aumentaron de siete a nueve. El resultado fue una victoria para el Partido Democrático, el cual obtuvo siete de los nueve escaños el Consejo de la Isla.

## Resultados
| Partido                                     | Votos | %     | Escaños | +/–   |
| ------------------------------------------- | ----- | ----- | ------- | ----- |
| Partido Democrático                         | 5 036 | 74,19 | 7       | +2    |
| SPA/Movimiento de Ciudadanos Independientes | 1 752 | 25,81 | 2       | Nuevo |
| Votos en blanco/nulos                       |       | –     | –       | –     |
| Total                                       | 6 788 | 100   | 9       | +2    |
| Electores registrados/participación         | 9 799 |       | –       | –     |
| Fuente: Lynch & Lynch                       |       |       |         |       |